# Dana Davis
Dana Davis, född 4 oktober 1978 i Davenport, Iowa, är en amerikansk skådespelare. Hennes hittills mest kända roll är som Denise Gilmore i filmen Raise Your Voice där hon spelade mot Hilary Duff. Hon har även gästspelat i TV-serier som CSI: Miami, Cold Case, Gilmore Girls och i en återkommande roll som Marie Ronning i Boston Public. Hon har även medverkat i OC och Point Pleasant.